# Groblje
Groblje je prostor na kojem se pokapaju tijela preminulih osoba obično nakon ispraćaja koji se razlikuje ovisno o kulturi, vjeri ili uvjerenju preminulog.
U grobovima i grobljima, njihovim obilježjima i oblikovanju odražavaju se različiti odnosi prema mrtvima; njihovo je poznavanje važno za proučavanje različitih kultura, poglavito starijih, te za umjetničke stilove. 
Najstariji grobovi u Hrvatskoj potječu iz mlađega kamenoga doba, a pripadali su slavonskoj kulturi (Vinkovci, Smilčić).
Najpoznatija groblja u hrvatskoj se nalaze u Varaždinu te se osobito ističu arkade groblja Mirogoja u Zagrebu, djelo Hermanna Bolléa.
Grobna se kultura počela razvijati još u kamenom dobu. Ljudi su još od tada štovali grobove i bogove zagrobnog života. Posebnu čast prema mrtvim osobama i grobovima odavali su stari Egipćani koji su pokojnike pokapali sa mnogim skupocjenim stvarima poput srebra, zlata, dijamanata i nakita, ali i s mnogim stvarima iz svakodnevnog života jer su vjerovali u život iza smrti te da će pokojniku te stvari poslužiti u nadgrobnom životu. Egipatski grobovi bili su osebujni, pogotovo kada se odavala počast Egipatskim faraonima (Egipatski faraoni pokapali su se u velike grobnice poput piramida). 